# En-Gedi-rullen

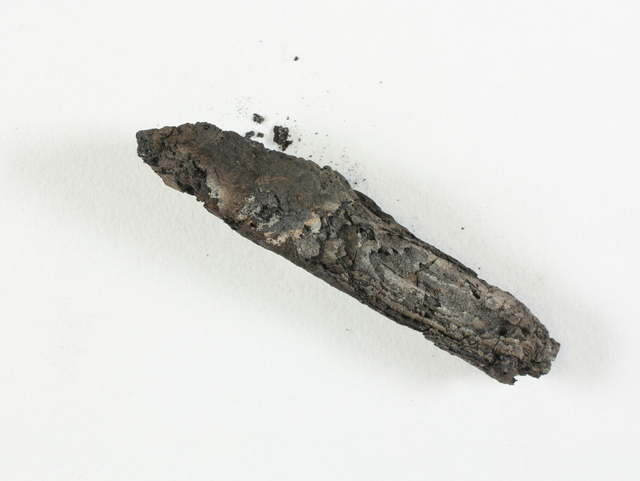
En klump av den förkolnade En-Gedi-rullen

En-Gedi-rullen är en bit förkolnad pergamentrulle med text på hebreiska, som upptäcktes 1970 i En Gedi i Juda öken väster om Döda havet i Israel. Med kol 14-metoden är pergamentrullen daterad till 200–300-talen efter Kristus, även om en bedömning ur paleografisk synvinkel ger vid handen att rullarna skulle kunna vara något äldre, från 100–200-talen efter Kristus.
En-Gedi-rullen upptäcktes vid en utgrävning, som leddes av Hebreiska universitetet och Israels antikvarieämbete av den gamla synagogan i En Gedi. Den återfanns i de brända resterna av ett toraskrin i ruinerna av synagogan, vilken skadades allvarligt av en brand omkring 600 efter Kristus. Rullfragmenten togs om hand av Israels antikvarieämbete, även om rullarna i decennier bara låg lagrade orörda på grund av det dåliga tillstånd de befinner sig i.
Synagogan i En-Gedi, som uppfördes på 300-talet, brann ner i en stadsbrand på 600-talet. Rullen var förkolnad, vilket gjorde det omöjligt att fysiskt hantera den, varför den förblev ihoprullad och okodad fram till 2015.
Rullen har visat sig innehålla text från Tredje Mosebok. Det avkodade textfragmentet är likalydande med vad som på Medeltiden blev standardtexten i Hebreiska bibeln, vilken är känd som Masoretiska bibeltexten. Därmed är den flera sekler äldre än vad som tidigare ansågs vara äldsta förekomst av denna auktoritativa textutformning och utgör den tidigast kända texten av detta slag. Det som tagits fram är 35 rader, varav 17 delvis har rekonstruerats från Tredje Mosebokens första och andra kapitel. 
Avkodningen av rullen skedde under 2010-talet med hjälp av mikroskiktröntgen och maskininlärning av ett lag forskare under ledning av Brent Seales på University of Kentucky och avslutades 2015. Processen utfördes i tre steg: segmentering, texturering och utplattande. Under segmenteringen identifierades enskilda fragment och lager av rullen. Sedan, baserat på innehållet i även de minsta partiklarna av järn eller bly som lämnar ett ljusare spår, "sökte" datorprogrammet efter bläcket som användes för att skriva, vilket gjorde att bokstäver och ord helt eller delvis syntes på de separerade lagren. Senare plattades den digitalt genererade rullen sida för sida till, först i fragment, som sedan kombinerades till en helhet, vilket gjorde att den kunde läsas.